# Clathrosepta
Clathrosepta là một chi ốc biển, là động vật thân mềm chân bụng sống ở biển trong họ Fissurellidae.

## Các loài
Các loài trong chi Clathrosepta gồm có:
- Clathrosepta becki McLean & Geiger, 1998[2]
- Clathrosepta depressa McLean & Geiger, 1998[3]